# Kulning
 (avril 2021).
Le kulning, kauking, kaukning, kulokker, kyrlokker ou encore lockrop est un type de chant scandinave ancien. Bien que la tradition soit toujours vivante aujourd'hui, elle se trouve en déclin. 
Comme le yodel, le kulning est un style de chant développé en utilisant la propagation du son à longue distance, pouvant ainsi se faire entendre sur plusieurs kilomètres.
Ce chant n'a généralement pas de paroles et se compose de syllabes lourdes de voyelles.
Malgré une majorité d’utilisatrices de cette technique vocale, il existe également des enregistrements réalisés par des hommes. 

## Fonctions et particularités
Similairement au briolage français, le kulning est souvent utilisé pour appeler le bétail dans les pâturages. Lorsqu'un appel est fait dans une vallée, il sonne et résonne contre les montagnes.

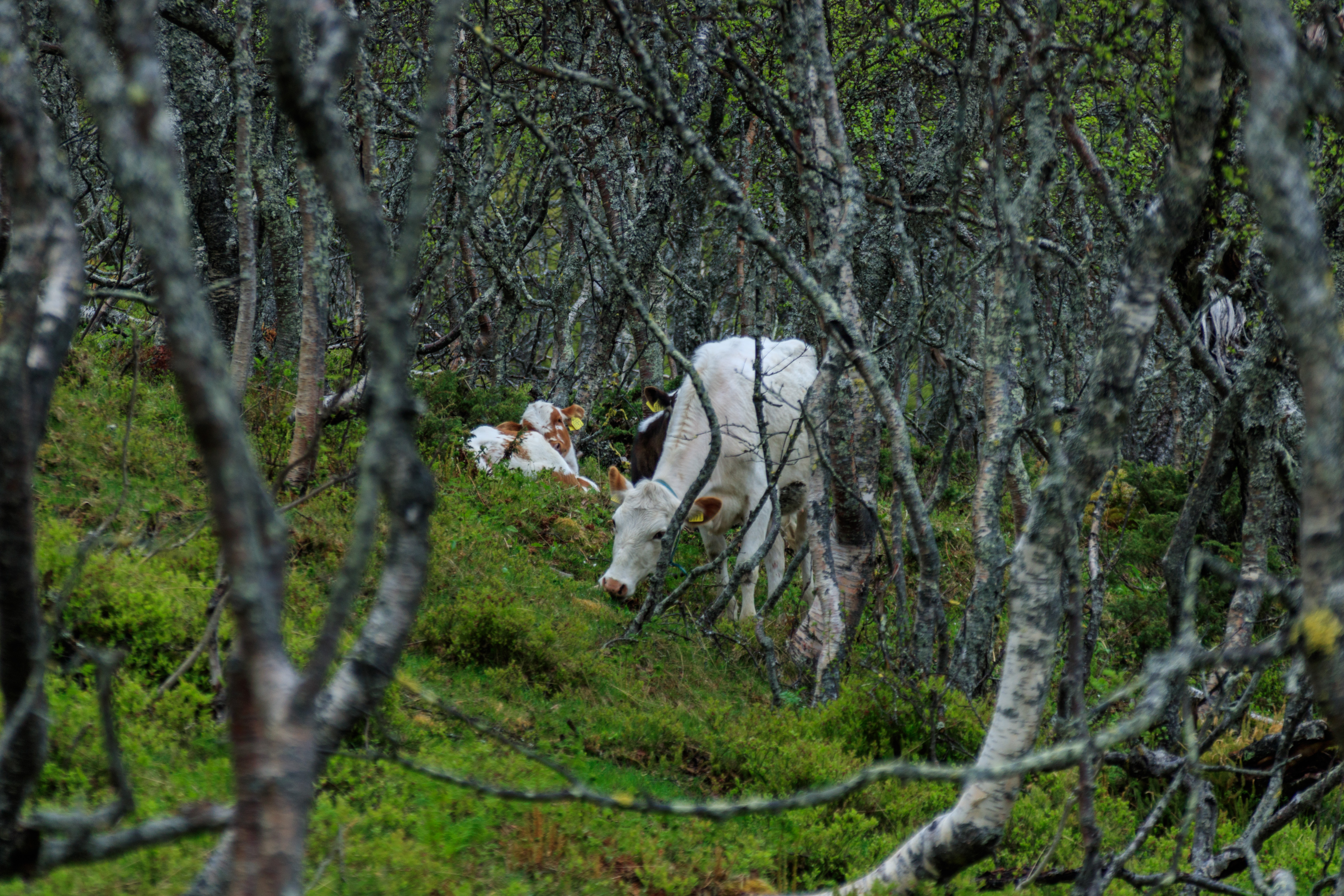
Des vaches de race Fjall en pâture dans une forêt suédoise et dont le regroupement par l'éleveur pourrait se faire avec un kulning.

Ce chant pourrait également effrayer les prédateurs (par exemple des loups) mais ce n'est pas son utilité principale. 
De manière secondaire ou anecdotique, il pourrait aussi servir comme moyen de communication pour passer des salutations ou des messages courts à d’autres bergers/bergères.
Les chants peuvent appartenir à un individu ou à une famille et sont alors transmis aux générations suivantes pour que le bétail de la famille en question se reconnaisse. Avec le même principe, on retrouve des chants différents selon les types d’animaux : pour les chèvres, les moutons, les vaches, etc.
Un certain nombre d'appels contiennent des noms d'animaux dont ceux des leaders de troupeaux, car ces derniers ne sont pas très grands.

## Historiquement
Il existe des hypothèses selon lesquelles cette technique de chant a été l'une des premières façons d'apprivoiser puis domestiquer les animaux dans les troupeaux en Scandinavie et dans l'Oural, dès l'époque préhistorique.
Historiquement, le kulning été utilisé par les bergers, ou plus précisément par les bergères étant donné que c’était majoritairement aux femmes de surveiller les troupeaux l’été dans les fäbod (sué) och sæter (nor). 
Les fäbod/sæter étaient des lieux où l’on retrouvait des chalets, des petites laiteries et des fermes qui pouvaient se situer quelque part entre les forêts suédoises et les montagnes norvégiennes. 
À l’époque, il n’était pas possible de nourrir les bétails et les humains si les deux se trouvaient sur les mêmes terres, c’est ainsi que le système des fäbod/sæter a été créé: la solution était de déplacer les troupeaux en été là où l’herbe mûrissait tôt.
Cette tradition et cette nécessité de vivre dans les fäbod/sæter l’été ont perdu de leur souffle au début des années 1900 avec les réformes agricoles et l’industrialisation qui n’imposaient plus le déplacement des troupeaux vers les alpages pour nourrir tout le monde.
Aujourd’hui, il existe entre 200 et 250 faböds en Suède contre 3000 ou plus au milieu du XIXe siècle.

## Caractéristiques acoustiques
Cette technique vocale utilise un son aigu (et sans vibrato) en voix de tête permettant de communiquer sur de longues distances. Les cris aigus se trouvent généralement entre 780 et 1568 Hz et à titre de comparaison, la fréquence de la voix parlée d’une femme adulte moyenne se situe entre 165 et 255 Hz. 
Le kulning a un timbre fascinant et envoûtant, véhiculant souvent un sentiment de tristesse, en grande partie car les lokks utilisent souvent des demis et des quarts de tons typiques (note bleue) caractéristiques de la musique de cette région. 

## Kulning et musique
Le compositeur norvégien Edvard Grieg a basé quelques-unes de ses compositions de musique classique pour piano et pour orchestre sur le kulokker qu'il avait entendu. 
Nous savons aussi qu’un ancien opéra norvégien comprenait un air de soprano qui était moitié air et moitié kulning.
Ces chants figurent également dans la musique de certains groupes folkloriques scandinaves comme avec Gjallarhorn et Frifot.
Jonna Jinton, photographe et artiste suédoise, tente de remettre au goût du jour cette technique vocale sur YouTube dans l’espoir de faire perdurer la tradition et l’histoire de son pays.
Le kulning peut être aussi entendu en grande partie dans la chanson de Gåte, Ulveham. Cette chanson a représenté la Norvège au Concours Eurovision de la chanson 2024 où elle se plaça dernière en finale soit 25e.

## Kulning et multimédias
Ce chant scandinave apparaît dans plusieurs multimédias modernes. On peut le retrouver dans le film « Le Sacrifice » (aussi nommé « Offret ») sorti en 1986 et réalisé par Andrei Tarkovsky.
Dans la série télévisée « Vikings » (2013–2020), il est possible d’entendre des kulnings agressifs pendant certaines scènes de bataille.
Le jeu vidéo « Brothers : A Tale of Two Sons » sorti en 2013 présente ce chant ancien dans sa bande originale.
Et dans le film d'animation « La reine des neiges » de Disney sorti en 2013, la chanteuse Christine Hals présente le kulning norvégien traditionnel dans sa bande originale (nous pouvons l’entendre lors du passage où Elsa découvre sa force intérieure et le véritable pouvoir de sa magie de glace).
Dans la suite de l’œuvre (« La reine des neiges 2 ») on retrouve des interprétations de ce chant par la chanteuse norvégienne AURORA.

### Sources
- « Kulning: The Swedish Herding Calls of the North », Jennie Tiderman-Österberg, 2 septembre 2020 issu de Folklife
- « AN ACOUSTIC ANALYS OF ‘KULNING’ (CATTLE CALLS) RECORDED IN AN OUTDOOR SETTING ON LOCATION IN DALARNA (SWEDEN) », Eklund, Robert & Anita McAllister, 10-14 août 2015
- « 'Kulning': A hypnotic Swedish singing tradition », Justin Calderon, 7 janvier 2021 issue de la BBC